# سالیوس ورنلیس
سالیوس ورنلیس (به لیتوانیایی: Saulius Skvernelis؛ زاده ۲۳ ژوئیه ۱۹۷۰) یک سیاستمدار اهل لیتوانی است که از سال ۲۰۱۶ نخست‌وزیر لیتوانی بوده‌است. او همچنین عضو سیماس است. پیش از این او به عنوان کمیسر پلیس خدمت می‌کرد و از سال ۲۰۱۴ تا ۲۰۱۶ وزیر کشور لیتوانی بود.